# Gylden Sol
Gylden Sol er en dansk kortfilm fra 1923 instrueret af Axel Petersen og Arnold Poulsen.

## Medvirkende
- Ayoë Willumsen